# نظيم الزوب (القريشية)

تعديل مصدري - تعديل

الزوب هي إحدى قرى عزلة قيفه آل محن يزيد بمديرية القريشية التابعة لمحافظة البيضاء، بلغ تعداد سكانها 488 نسمة حسب تعداد اليمن لعام 2004.